# Wylieho transliterace tibetštiny

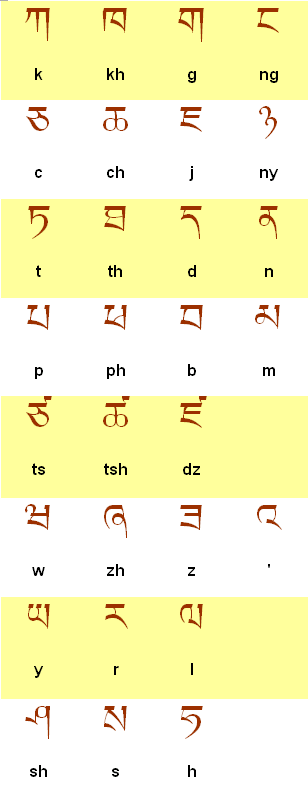
Souhlásky

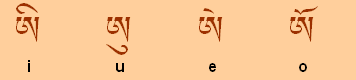
Samohlásky

Wylieho transliterační schéma je metoda přepisu tibetského písma do latinky s pomocí znaků dostupných na anglické klávesnici. Jméno jí dal Turrell Wylie, jenž toto schéma upravil v roce 1959. Následovně se z něj stala standardní metoda v pracích o tibetštině, zejména ve Spojených státech.
Obvyklé dilema při přepisu cizích písem mezi transkripcí (snaží se adekvátně zachycovat původní hlásky) a transliterací (snaží se zachovat informaci o původním pravopisu) je v případě tibetštiny obzvláště silné, protože tibetština patří k jazykům, kde je pravopis od výslovnosti velmi vzdálen. Tibetský pravopis se ustálil v 11. století, zatímco výslovnost se dále vyvíjela.
Starší metody přepisu tibetského písma se pohybovaly někde mezi transkripcí a transliterací, což ale znamenalo, že ani jeden z uvedených cílů nebyl splněn dobře. Wylieho transliterace precizně zachycuje tibetský pravopis, proto je tak dobře přijímána v akademických kruzích. Jejím cílem není naznačit správnou výslovnost tibetských slov.

## Souhlásky
Wylieho schéma přepisuje tibetské znaky následovně:
| ཀ ka [ká]     | ཁ kha [kʰá]   | ག ga [ɡà/kʰà]    | ང nga [ŋà] |
| ཅ ca [tɕá]    | ཆ cha [tɕʰá]  | ཇ ja [dʑà/tɕʰà]  | ཉ nya [ɲà] |
| ཏ ta [tá]     | ཐ tha [tʰá]   | ད da [dà/tʰà]    | ན na [nà]  |
| པ pa [pá]     | ཕ pha [pʰá]   | བ ba [bà/pʰà]    | མ ma [mà]  |
| ཙ tsa [tsá]   | ཚ tsha [tsʰá] | ཛ dza [dzà/tsʰà] | ཝ wa [wà]  |
| ཞ zha [ʑà/ɕà] | ཟ za [zà/sà]  | འ 'a [ɦà/ʔà]     | ཡ ya [jà]  |
| ར ra [rà]     | ལ la [là]     | ཤ sha [ɕá]       | ས sa [sá]  |
| ཧ ha [há]     | ཨ a [ʔá]      |                  |            |

Poslední písmeno abecedy, nulová souhláska ཨ, se nepřepisuje. Její přítomnost lze jednoznačně poznat z výskytu slabiky, která začíná samohláskou.
Shluky souhlásek uvnitř tibetské slabiky lze reprezentovat pomocí písmen připojených před nebo za kmenové písmeno. Výklad je jednoznačný, pokud známe pravidla tibetského pravopisu. Výjimkou je řetězec gy-, který se může objevit s předponou g nebo s příponou y. Wylieho schéma zabraňuje chybné interpretaci vložením tečky (.) mezi předponu g a počáteční y. Např. གྱང stěna je gyang, zatímco གཡང་ rokle je g.yang.

## Samohlásky
Čtyři znaménka samohlásek (zde aplikovaná na tiché písmeno ཨ) se přepisují:
| ཨི i | ཨུ u | ཨེ e | ཨོ o |

Jestliže slabika nemá explicitně vyznačenou samohlásku, vkládá se písmeno a, protože samohláska a je implicitně v tibetských písmenech obsažena (např. ཨ་ = a).

## Velká písmena
Mnohé starší systémy transliterace tibetštiny zahrnovaly pravidla pro používání velkých písmen. Velkým písmenem se nepsalo první písmeno slova, ale kmenové písmeno, jestliže první písmeno byla připojená souhláska. Tibetské slovníky se řadí podle kmenových písmen a prefixy se často ani nevyslovují, takže znalost kmenové souhlásky může pomoci s výslovností. Tato pravidla ale byla často aplikována nedůsledně a často pouze v případě, že dané slovo by začínalo velkým písmenem podle pravidel běžných v latince (tj. na začátku věty). Protože vnitřní velká písmena byla příliš těžkopádná, jejich přínos ke správné výslovnosti omezený a pravděpodobně nadbytečný pro uživatele schopného používat tibetský slovník, Wylie stanovil, že pokud má slovo začínat velkým písmenem, bude jím skutečně začínat, jak je to zvykem v západních jazycích. Takže např. tibetská buddhistická škola Kagjü se píše Bka' rgyud, nikoli bKa' rgyud.